# ارین دنیلز
 ارین دنیلز (انگلیسی: Erin Daniels؛ زادهٔ ۹ اکتبر ۱۹۷۳) یک هنرپیشه اهل ایالات متحده آمریکا است. از فیلم‌هایی که وی در آن نقش داشته است، می‌توان به حلقه بلینگ و پرستار اشاره کرد.